# 真理光学
真理光学（英語：Linkoptik Instruments Co., Ltd.）全称为珠海真理光学仪器有限公司。是一家中国激光粒度仪的生产企业，在国内有30年颗粒表征专业工作研究，一直研究激光粒度分析团队的公司。主要生产激光粒度分析仪（基于DLS原理），纳米粒度仪（基于SLS原理）和喷雾粒度仪等实验仪器。

## 历史
2015年在广东省珠海市成立，2016年在粉体圈论坛时公布了LT3600 plus。其中技术领军人物张福根在2018年4月份于伦敦举行的国际标准化组织TC24/SC4颗粒表征年会与国际几大激光粒度仪生产商（HORIBA、马尔文、麦奇克、新帕泰克）有较大意见分歧。该会议的与会者在公开场合对颗粒表征领域关于ACAD的重大理论发现没有兴趣，只关注自己在粒度分析相关企业利益的话语权。
2021年在上海的第十九届中国国际粉体加工/散料输送展览会(亦称IPB2021)推出在线粒度分析仪PATlink 1000，为国内自研的在线粒度仪器。

## 参与项目
- 国家标准计划-粒度分析 动态光散射法(DLS)[7]
- 提高激光粒度仪测量上限[8]
- 火山泥稳定性测量[9]

## 主要产品
该企业目前已有产品激光粒度分析仪，主要有两种技术方案。（参考：粒度分析）

### 静态激光散射/衍射原理
LT3600，LT2200，LT2100三款产品，对应高中低的技术要求。

### 动态激光散射原理
NanoLink，主要针对亚微米和纳米级的颗粒粒度。

### 喷雾测定
这部分设备针对喷雾器，雾化器等设备的颗粒测量。

### 在线分析
这类设备主要针对生产线，用于在线同时运作。

## 争议
由于是通过颗粒的衍射或散射光产生的光能能谱空间分布，再经由采用Furanhofer衍射及Mie散射理论的反演算(散射谱)，来分析颗粒大小及分布的函数。在实验室被批评激光粒度测试和筛分沉降法等不能对标。得出的D50数据比沉降法得出的粒度分布相对较粗。